# Links: The Challenge of Golf
Links: The Challenge of Golf est un jeu vidéo de golf sorti en 1990 sur PC. Le jeu a été développé et édité par Access Software. Il a ensuite été publié sur Amiga en 1992 et par Virgin Interactive sur Mega-CD en 1994.